# Igreja de Mariahilf (Viena)
Igreja de Mariahilf  ( em alemão:Mariahilfer Kirche ) é uma igreja paroquial de estilo barroca, localizado no 6° distrito de  Viena,Áustria.
A igreja paroquial de Mariahilf foi construído por Sebastiano Carlone em 1686-1689 e redesenhado por Franz Jänggl (1711-1715).

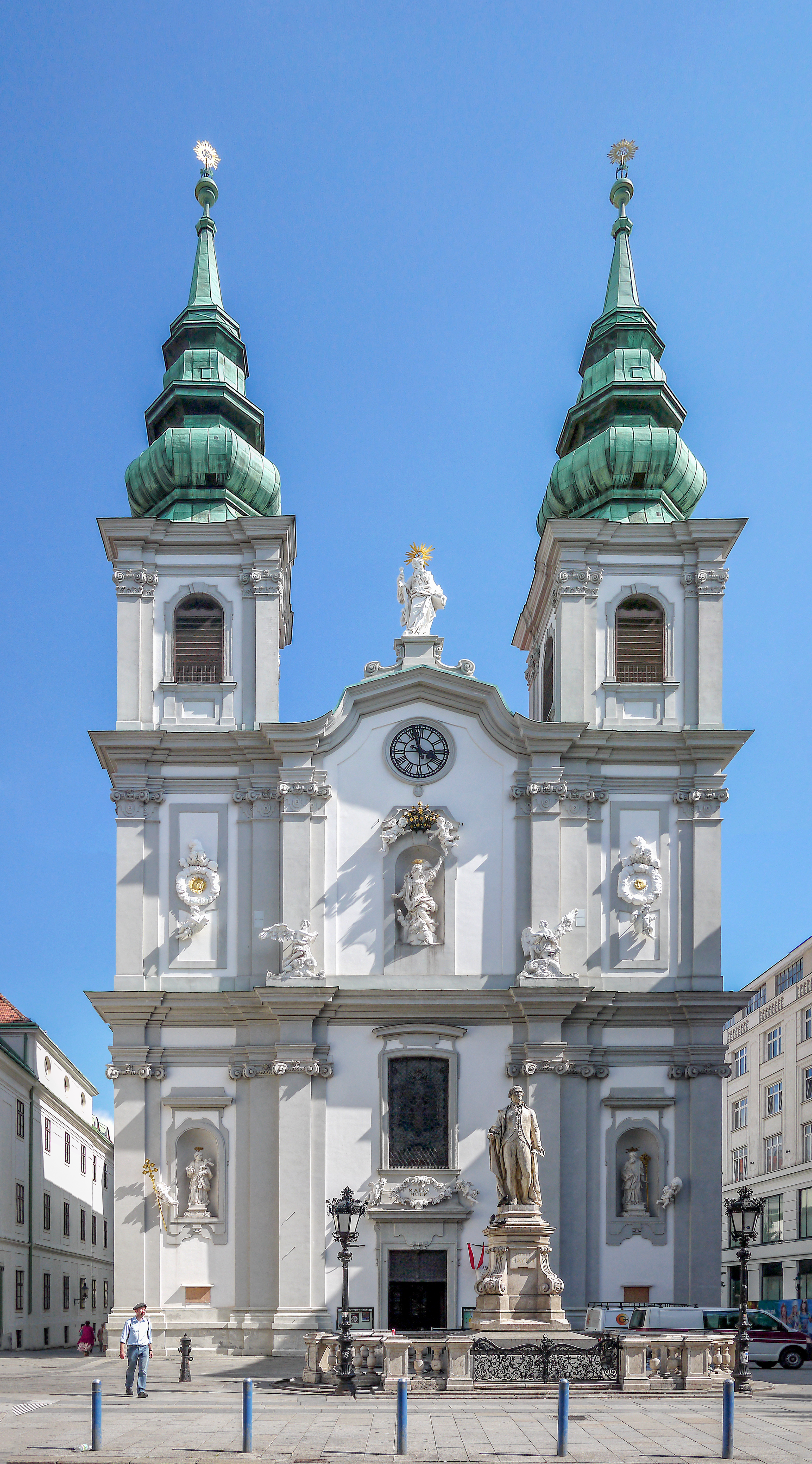
Fachada e entrada principal da Igreja.